# Mistrzostwa Świata w Szermierce 1965
Mistrzostwa Świata w Szermierce 1965 – 33. edycja mistrzostw odbyła się po raz piąty we francuskiej stolicy Paryż.

## Klasyfikacja medalowa
| Lp. | Państwo         | złoto | srebro | brąz | Razem |
| --- | --------------- | ----- | ------ | ---- | ----- |
| 1   | ZSRR            | 4     | -      | 4    | 8     |
| 2   | Francja         | 2     | 1      | 2    | 5     |
| 3   | Węgry           | 1     | 1      | 1    | 3     |
| 4   | Polska          | 1     | 1      | -    | 2     |
| 5   | Rumunia         | -     | 2      | -    | 2     |
| -   | Wielka Brytania | -     | 2      | -    | 2     |
| 7   | Włochy          | -     | 1      | 1    | 2     |

## Medaliści

### Mężczyźni
| Złoto                                                                                        | Srebro | Brąz                                                                                                  |
| Floret                                                                                       | | |
| Jean-Claude Magnan                                                                           | Daniel Revenu                                                                                             | Gierman Swiesznikow                                                                                   |
| ZSRR · Mark Midler · Gierman Swiesznikow · Jurij Rudow · Wiktor Putiatin · Jurij Sisikin     | Polska · Witold Woyda · Egon Franke · Janusz Różycki · Adam Lisewski · Zbigniew Skrudlik                  | Francja · Jean-Claude Magnan · Jacky Courtillat · Daniel Revenu · Pierre Rodocanachi · Christian Noël |
| Szpada                                                                                       | | |
| Zoltán Nemere                                                                                | William Hoskyns                                                                                           | Guram Kostawa                                                                                         |
| Francja · Yves Boissier · Jacques Brodin · Claude Bourquard · Yves Dreyfus · Jacques Guittet | Wielka Brytania · Nicholas Halsted · William Hoskyns · Peter Jacobs · Allan Jay · John Pelling            | ZSRR · Władimir Donin · Bruno Habārovs · Guram Kostawa · Grigorij Kriss · Aleksiej Nikanczikow        |
| Szabla                                                                                       | | |
| Jerzy Pawłowski                                                                              | Miklós Meszéna                                                                                            | Zoltán Horváth                                                                                        |
| ZSRR · Umiar Mawlichanow · Mark Rakita · Nugzar Asatiani · Jakow Rylski · Boris Mielnikow    | Włochy · Giampaolo Calanchini · Wladimiro Calarese · Pierluigi Chicca · Paolo Narduzzi · Cesare Salvadori | Francja · Claude Arabo · Robert Fraisse · Jacques Lefèvre · Marcel Parent · Jean-Ernest Ramez         |

### Kobiety
| Złoto | Srebro                                                                                                 | Brąz |
| Floret | | |
| Galina Gorochowa | Olga Orban-Szabo                                                                                       | Walentina Prudskowa                                                                                      |
| ZSRR · Galina Gorochowa · Walentina Prudskowa · Walentina Rastworowa · Nadieżda Kondratjewa · Tatjana Pietrienko-Samusienko | Rumunia · Ileana Gyulai-Drîmbă · Ecaterina Iencic-Stahl · Olga Orban-Szabo · Suzana Tași · Maria Vicol | Włochy · Bruna Colombetti · Mariangela Fissore · Giulia Lorenzoni · Giovanna Masciotta · Antonella Ragno |